# Poisson-Transformation
In der Mathematik ist die Poisson-Transformation ein Verfahren zur Konstruktion harmonischer Funktionen auf der Einheitskreisscheibe. Das Integral, das in dieser Konstruktion auftaucht, heißt Poisson-Integral und der Integralkern dessen wird Poisson-Kern genannt. Benannt sind sowohl die Transformation, das Integral und der Integralkern nach dem Mathematiker und Physiker Siméon Denis Poisson.

## Problemstellung
Gegeben ist eine (beschränkte) Funktion auf dem Einheitskreis {\displaystyle S^{1}=\partial D^{2}}, gesucht wird eine (beschränkte) harmonische Funktion auf der Einheitskreisscheibe {\displaystyle D^{2}}, deren Werte auf dem Rand mit der gegebenen Funktion {\displaystyle f} übereinstimmen.
Mit anderen Worten: es soll das Dirichlet-Problem für die Laplace-Gleichung
{\displaystyle \Delta \Phi =0}
auf der Kreisscheibe gelöst werden.

## Konstruktion
Der Poisson-Kern ist die durch
{\displaystyle P(x,\xi )={\frac {1-\|x\|^{2}}{\|\xi -x\|^{2}}}\ \forall x\in D^{2},\xi \in S^{1}}
gegebene Funktion.
Die Poisson-Transformation ist die Integraltransformation mit Integralkern {\displaystyle P}: einer Funktion {\displaystyle f\in L^{\infty }(S^{1})} wird die auf {\displaystyle D^{2}} definierte Funktion
{\displaystyle Pf(x)=\int _{S^{1}}f(\xi )P(x,\xi )d\sigma (\xi )\ \forall x\in D^{2}}
zugeordnet, wobei {\displaystyle d\sigma } das uniforme Wahrscheinlichkeitsmaß auf {\displaystyle S^{1}} bezeichnet.
Man kann zeigen, dass {\displaystyle Pf} eine beschränkte harmonische Funktion ist.

## Bijektion
Die Poisson-Transformation stellt eine Bijektion zwischen der Menge der beschränkten Funktionen auf {\displaystyle S^{1}} und der Menge der beschränkten harmonischen Funktionen auf {\displaystyle D^{2}} her.
Mit anderen Worten: zu jeder Funktion {\displaystyle f\in L^{\infty }(S^{1})} gibt es eine eindeutige harmonische Funktion {\displaystyle g\in L^{\infty }(D^{2})} mit Randwerten {\displaystyle f}.
Die Bijektion erhält die {\displaystyle L^{\infty }}-Norm.

## Verallgemeinerungen
Die Poisson-Transformation lässt sich auf die n-dimensionale Einheitskugel verallgemeinern, in diesem Fall ist der Poisson-Kern {\displaystyle P(x,\xi )={\tfrac {1-\|x\|^{2}}{\|\xi -x\|^{n}}}} für {\displaystyle x\in D^{n},\xi \in \partial D^{n}=S^{n-1}}.